# Одеське реальне училище Святого Павла
Одеське реальне училище св. Павла — колишній середній заклад освіти в Одесі з шестирічним курсом навчання, що був створений на базі училища при євангелічно-лютеранській церкві св. Павла в 1876 році. Припинив своє існування у 1920 році. Будівля не збереглася.

## Історія
З прибуттям перших сімей німецьких колоністів в Одесу (поч. XIX ст.) постало питання створення навчального закладу, який би задовольнив потреби громади, що стрімко росла та розвивалася. Перша школа була відкрита вже у 1804 році в приміщенні молитовної зали. Однак коштів на побудову училища у власному приміщенні постійно не вистачало. Упродовж першої половини XIX століття навчальний заклад багато разів переїжджав. Лише в 1857 році необхідна сума була зібрана і навчальний заклад остаточно розмістився у новій будівлі, побудованій в 1858 році у кварталі лютеранської церкви.
Згідно вимогам часу 1841 р. училище було перетворено у громадський навчальний заклад, 1857 р. у приватне реальне училище, 1869 р. у прогімназію. Нарешті 1876 р. завдяки клопотанню церковної ради та дозволу Міністерства народної просвіти у шестикласне реальне училище. Безпосередньою причиною створення Одеського реального училища св. Павла стала надмірна наповненість учнями Одеського реального училища (вул. Новосельського, 87) і необхідність розширення мережі закладів реальної освіти міста.
Важливою подією у житті училища стала побудова власного спортзалу в 1881 році. Витрати на будівництво становили 10500 рублів. У 1880 році був створений Німецький спортивний клуб (Турнферайн), члени якого мали доступ до спортивного залу. Після закриття реального училища у 1920 році спортивне життя у приміщенні спортзалу продовжувалося.

## Учні
До навчання були допущені учні всіх національностей та віросповідань. У 1890 році із 377 учнів училища було 139 росіян, 111 німців, 83 єврея. Учні-протестанти, в основному з числа місцевих німців, у 1877 складали 33 % від загальної кількості, у 1880 — 19 %, 1890 — 28 %.
| Рік  | Кількість учнів |
| ---- | --------------- |
| 1877 | 163             |
| 1878 | 222             |
| 1879 | 283             |
| 1880 | 314             |
| 1882 | 377             |
| 1889 | 389             |
| 1891 | 363             |
| 1892 | 355             |
| 1893 | 346             |
| 1894 | 351             |
| 1915 | 512             |

В училищі навчалися: комуністичний діяч Лейба Давидович Бронштейн (Лев Троцький), український та польський архітектор Владислав Городецький, український радянський інженер Валентин Глушко, поет Едуард Багрицький, керуючий Чорноморським товариством взаємного страхування судновласників Захарій Зельцер, Павло Лібман — син одеського підприємця Бернгарда Лібмана, власника відомого в Одесі дому Лібмана, з власною кав'ярнею і кондитерською, головний інспектор Другого російського страхового товариства в Одесі, інженер, домовласник Вільгельм Мейер та багато інших.

## Вчителі
У різні періоди існування реального училища св. Павла — наприкінці XIX — на початку XX століття у ньому працювали провідні вчителі, науковці, релігійні діячі свого часу.

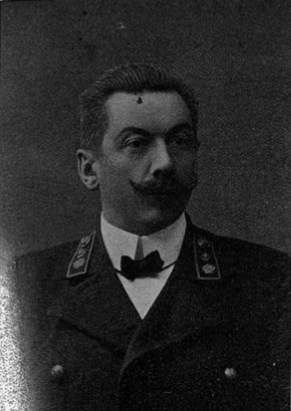
Ернест Осипович Міттельштейнер — директор Одеського реального училища св. Павла

У 1897 році в училищі викладало 3 вчителя закону Божого, 17 вчителів та допомагали 4 помічників класних наставників. Серед них лише помічники класних наставників були майже всі з місцевих німців та декілька викладачів були іноземцями.
Викладали різні предмети в освітньому закладі випускники Імператорського Новоросійського університету. У 1880—1883 рр., випускник фізико-математичного факультету ІНУ, хімік-неорганік, доктор хімії, професор Танатар Севастьян Мойсейович, російську мову та літературу викладав більше 30 років Гамов Антон Михайлович — випускник історико-філологічного факультету університету. На початку XX столітті фізику та математику викладав Базилевич Михайло Андрійович, фізик, професор, фіз.-мат. ф-ту. Професор Павлов Павло Миколайович у 1902 році викладав хімію і природознавчу історію.
Тривалий час директором училища був Микола Антонович Камінський — народився у Великому Буялику, вивчав математику на фізико-математичному факультеті Новоросійського імператорського університету. Разом з Миколою Антоновичем працював інспектором училища викладач російської мови та словесності Антон Васильович Крижановський. Він народився у селі Івахни, Липовецького повіту, Київської губернії. Окрім педагогічної діяльності, відзначився тим, що віддано займався громадськими справами: був активістом Катеринославської «Просвіти», був одним із засновників Катеринославської ученої архівної комісії, сприяв справі національного відродження українського народу.
Найдовше пропрацював директором Ернест Осипович Міттельштейнер. Уродженець Ліфляндії, випускник Дерптського університету (суч. Тартуський університет в Естонії). Філолог, голова і лектор секції німецької і французької мов одеських педагогічних курсів, піонер натурального методу викладання нових мов в Російській імперії, автор багатьох педагогічних праць і статей. Віце-командор Катерининського яхт-клубу в Одесі. Активний громадський діяч: член піклувального товариства глухонімих, голова педагогічної ради жіночої гімназії Маєвської, член піклувальної ради жіночого комерційного училища південно-російського німецького товариства.
В училищі читали закон Божий пастори євангелічно-лютеранської церкви св. Павла Герборд Бінеманн (1868—1891), Густав-Адольф Локкенберг (1892—1907). Також викладали представники православного, римсько-католицького та єврейського духовенства. Деякий час православним законовчителем Одеського реального училища св. Павла був протоієрей Сергій Петровський.

## Училище у спогадахЛьва Троцького
Період навчання (1888—1895) в Одеському реальному училищі св. Павла Лев Троцький описав у книзі «Моя жизнь: Опыт автобиографии».
Про училище радянський революціонер писав так: «Реальное училище св. Павла по происхождению своему было немецким учебным заведением. Оно возникло при лютеранской церковной общине и обслуживало многочисленных немцев Одессы и южного района вообще. Хотя училище св. Павла наделено было государственными правами, но так как в нем имелось только шесть классов, то для поступления в высшее учебное заведение нужно было пройти через седьмой класс при другом реальном училище: предполагалось, очевидно, что в последнем классе будет выколочен излишек немецкого духа. Впрочем, и в самом училище св. Павла дух этот из года в год шел на убыль. Школьники-немцы составляли меньше половины, из школьной администрации немцы настойчиво вытеснялись.»
Цікаві спогади Троцького про керівництво училища та деяких викладачів.
Про Миколу Антоновича Камінського: «Это был физик по специальности, человеконенавистник по темпераменту. Он никогда не глядел на того, с кем говорил, двигался по коридорам и по классу неслышно, на резиновых подбивках, голосом ему служил небольшой сиплый фальцет, который, не повышаясь, умел наводить ужас.»
Про Антона Васильовича Крижановського: «Это был рыжебородый хитрец из семинаристов, большой любитель подарков, с чуть-чуть либеральным налетом, очень умело прикрывавший задние мысли наигранным добродушием. Получив назначение инспектора, он сразу стал строже и консервативнее.»
Про Гамова Антона Михайловича: «Это был молодой еще, пухлый, очень близорукий и болезненный блондин без всякого огонька и без любви к предмету. Мы уныло ковыляли за ним от главы до главы. В довершение Гамов был еще и неаккуратен и затягивал до крайности просмотр наших письменных работ.»
Про Миколу Васильовича Струве: «Струве был честнейшим человеком, страдал неуспехами своих учеников, волновался, уговаривал, горестно переживал каждую поставленную им двойку: до единицы он не спускался никогда; старался никого не оставлять на второй год и устроил в училище племянника своей кухарки.»

## Подальша доля будівлі училища

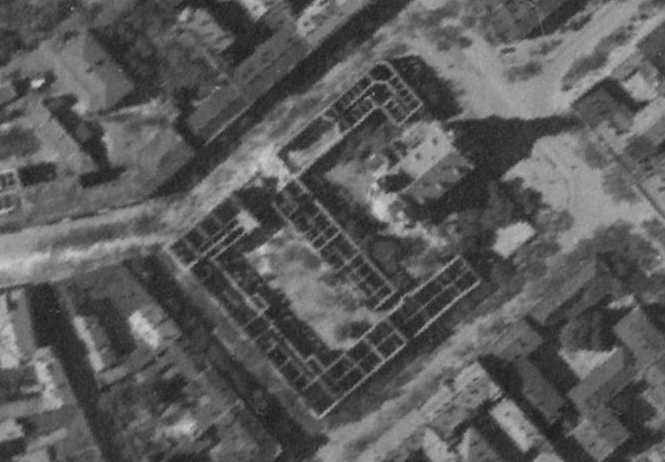
Аерофото будівель так званого «лютеранського кварталу» навколо лютеранської церкви в Одесі (липень-серпень 1944 р.)

З приходом більшовиків Одеське реальне училище св. Павла припинило своє існування. Навчальний заклад було перетворено у IV профтехнічну школу «Металістів». У 30-тих роках в будівлі розмістилася німецька середня школа № 38. 1936 року німецьку школу перевели на вулицю Мечникова, 24, а в цю будівлю перевели середню школу № 5 з українською мовою навчання. У спортивному залі, невеликому та затишному, із зручними роздягальнями та душовими, де раніше був «Гімнастичний клуб» (колишній «Турнферайн») при реальному училищі св. Павла продовжували займатися гімнастикою, грали у волейбол, працювала дитяча футбольна школа.
У роки Другої світової війни в будівлі розміщувалася німецька рота морської піхоти. У ці ж роки будівля була зруйнована внаслідок авіанальоту.
До кінця 40-х років минулого століття на місці реального училища та інших будівель були руїни. А згодом у 1953 році на місці руїн було збудовано будівлю головного корпусу Одеського електротехнічного інституту зв'язку.